# Балуан Шолак
Балуан Шолак (настоящее имя — Нурмагамбет Баймырзаулы, каз. Балуан Шолақ; 1864, кочёвка близ гор Хантау на берегу Шу, современная Жамбылская область — 1919, аул Кайракты, современная Акмолинская область) — казахский народный акын — певец и композитор, прославленный борец.

## Биография
Происходил из рода Дулат подрода Шымыр-самбет Старшего жуза. Вырос в окрестностях посёлка Караоткель современной Акмолинской области, с детства приобщился к искусству, пел, играл на домбре. В молодом возрасте его прозвали Балуан Шолаком — беспалым борцом, так как он отличался большой силой и не имел пальцев правой руки, отморозив их в детстве. Разъезжал по аулам, собирал вокруг себя способную, одарённую молодёжь, и составлял группу, которая устраивала увеселения по традициям серэ, демонстрируя перед народом своё искусство. Балуан Шолак был отличным исполнителем и пропагандистом песен Биржана Кожагулова, Ахана сери, которых он считал своими наставниками, продолжая их песенные традиции, также сочинял песни сам.
Объездил Кокчетав, Караоткель, Баян-Аул, Прииртышье, вдоль Сарысу, распространяя лучшие музыкальные произведения Сарыарки в Семиречье, знакомил слушателей со своими песнями. Среди них известны «Ащылы-Айрык», «Балуан Шолак», «Дикилдек», «Кокшетау», «Косалка», «Кос барабан», «Желдирме», «Ржанье куланов», «Талды-Куль», несколько вариантов «Сарын». Особой популярностью в народе пользовалась песня «Галия», воспевающая мир светлых чувств и любви, и «Сентябрь», героическая песня с характерной мелодией.
А. В. Затаевич записал в исполнении народных певцов несколько песен Балуана Шолака и включил их в сборники «1000 песен казахского народа» и «500 казахских песен и кюев».
Балуан Шолак был очень силён также в джигитовке — показывая цирковые трюки, он на всем скаку стоял на лошади, кружился в седле, без поводьев на ходу мог опуститься на брюхо коню. Балуан Шолак также был известен как силач и борец, в 35 лет на ярмарках он удерживал на плечах бревно с двадцатью джигитами и отлично боролся — уже в 14 лет он побеждал 20-летних юношей. На соревнованиях в Омске по поводу приезда наследника (то есть будущего Николая II) он положил на лопатки известного борца Севра. В 49 лет на Кояндинской ярмарке Балуан Шолак принял вызов известного борца Карона и во время поединка сломал ему ребро.
О жизненном пути композитора-борца повествует книга Сабита Муканова «Балуан Шолак» (1980). В его честь был назван Дворец спорта в Алматы.